# ويليام هايدن إنجلش
ويليام هايدن إنجلش (بالإنجليزية: William Hayden English)‏ هو محامي وسياسي أمريكي، ولد في 27 أغسطس 1822 في الولايات المتحدة، وتوفي في 7 فبراير 1896 في إنديانابوليس في الولايات المتحدة. حزبياً، نشط في الحزب الديمقراطي. وقد انتخب عضو مجلس نواب إنديانا وانتخب عضو مجلس النواب الأمريكي عن دائرة Indiana's 2nd congressional district ‏.